# Lijst van nummer 1-albums in de UK Albums Chart in 2014
Onderstaande albums stonden in 2014 op nummer 1 in de UK Albums Chart. De albumlijst wordt wekelijks samengesteld door The Official Charts Company.
| Nummer | Datum        | Artiest             | Titel                                  |
| ------ | ------------ | ------------------- | -------------------------------------- |
| 1002   | 5 januari    | Ellie Goulding      | Halcyon                                |
|        | 12 januari   | Ellie Goulding      | Halcyon                                |
| 1003   | 19 januari   | Bruce Springsteen   | High hopes                             |
| 1002   | 26 januari   | Ellie Goulding      | Halcyon                                |
| 1004   | 2 februari   | You Me at Six       | Cavalier youth                         |
| 1005   | 9 februari   | Bombay Bicycle Club | So long, see you tomorrow              |
| 1006   | 16 februari  | Katy B              | Little red                             |
| 972    | 23 februari  | Bastille            | Bad blood                              |
|        | 2 maart      | Bastille            | Bad blood                              |
| 1007   | 9 maart      | Pharrell Williams   | Girl                                   |
| 1008   | 16 maart     | Elbow               | The take off and landing of everything |
| 1009   | 23 maart     | George Michael      | Symphonica                             |
| 1010   | 30 maart     | Sam Bailey          | The power of love                      |
| 1011   | 6 april      | Kaiser Chiefs       | Education, education, education & war  |
|        | 13 april     | Kaiser Chiefs       | Education, education, education & war  |
| 1012   | 20 april     | Paolo Nutini        | Caustic love                           |
|        | 27 april     | Paolo Nutini        | Caustic love                           |
|        | 4 mei        | Paolo Nutini        | Caustic love                           |
| 1013   | 11 mei       | Lily Allen          | Sheezus                                |
| 1014   | 18 mei       | Michael Jackson     | Xscape                                 |
| 1015   | 25 mei       | Coldplay            | Ghost stories                          |
| 1016   | 1 juni       | Sam Smith           | In the lonely hour                     |
|        | 8 juni       | Sam Smith           | In the lonely hour                     |
| 1017   | 15 juni      | Kasabian            | 48:13                                  |
| 1018   | 22 juni      | Lana Del Rey        | Ultraviolence                          |
| 1019   | 29 juni      | Ed Sheeran          | X                                      |
|        | 6 juli       | Ed Sheeran          | X                                      |
|        | 13 juli      | Ed Sheeran          | X                                      |
|        | 20 juli      | Ed Sheeran          | X                                      |
|        | 27 juli      | Ed Sheeran          | X                                      |
|        | 3 augustus   | Ed Sheeran          | X                                      |
|        | 10 augustus  | Ed Sheeran          | X                                      |
|        | 17 augustus  | Ed Sheeran          | X                                      |
| 1020   | 24 augustus  | Collabro            | Stars                                  |
| 1021   | 31 augustus  | Royal Blood         | Royal Blood                            |
| 1016   | 7 september  | Sam Smith           | In the lonely hour                     |
|        | 14 september | Sam Smith           | In the lonely hour                     |
| 1022   | 21 september | The Script          | No sound without silence               |
| 1023   | 28 september | Alt-J               | This is all yours                      |
| 1024   | 5 oktober    | George Ezra         | Wanted on voyage                       |
|        | 12 oktober   | George Ezra         | Wanted on voyage                       |
| 1025   | 19 oktober   | Ella Henderson      | Chapter one                            |
| 1026   | 26 oktober   | Ben Howard          | I forgot where we were                 |
| 1027   | 2 november   | Taylor Swift        | 1989                                   |
| 1019   | 9 november   | Ed Sheeran          | X                                      |
| 1028   | 16 november  | Pink Floyd          | The endless river                      |
| 1029   | 23 november  | One Direction       | Four                                   |
| 1030   | 30 november  | Olly Murs           | Never been better                      |
| 1031   | 7 december   | Take That           | III                                    |
| 1019   | 14 december  | Ed Sheeran          | X                                      |
|        | 21 december  | Ed Sheeran          | X                                      |
|        | 28 december  |                     |                                        |